# The Weakness of Strength
The Weakness of Strength è un film muto del 1916 diretto da Harry Revier. Prodotto dalla Popular Plays and Players Inc. e distribuito dalla Metro Pictures Corporation, uscì nelle sale il 20 agosto 1916. La sceneggiatura di Wallace Clifton si basa su un soggetto di Aaron Hoffman. Di genere drammatico, il film aveva come interpreti Edmund Breese, Clifford Bruce, Ormi Hawley, Evelyn Brent, Florence Moore, Clifford Grey.

## Trama
Il magnate Daniel Gaynor è sempre stato un uomo duro e senza cedimenti. Il suo carattere inflessibile gli aveva fatto perdere perfino l'affetto di Mary, la fidanzata. Non cede nemmeno quando uno dei suoi dipendenti, Richard Grant, gli chiede adesso un aumento per poter affrontare le spese delle cure della vecchia nonna malata. Al rifiuto di Gaynor, Grant, disperato, sottrae del denaro all'azienda. Per giustificare quel denaro, dice alla moglie Bessie di avere ottenuto l'aumento che aveva richiesto. Quando Gaynor, essendosi accorto dell'ammanco, si reca a casa dei Grant per mettere il chiaro la faccenda, viene accolto da Bessie - che è la figlia della sua ex fidanzata - con grandi ringraziamenti per essere stato così generoso venendo incontro alle ristrettezze della loro famiglia. Lei e il marito gli sono talmente grati che hanno deciso di chiamare il loro bambino con il suo stesso nome. Gaynor, allora, si rende improvvisamente conto di avere perso la capacità di amare gli altri e di prendersi cura di loro. Decide di lasciare stare la storia con Richard e poi torna da Mary, deciso a ricominciare una nuova vita.

## Produzione
Il film fu prodotto dalla Popular Plays and Players Inc.

## Distribuzione
Il copyright del film, richiesto dalla Popular Plays and Players, Inc., fu registrato il 16 agosto 1916 con il numero Lp8945.

Distribuito dalla Metro Pictures Corporation, il film uscì nelle sale cinematografiche statunitensi il 20 agosto 1916. È conosciuto anche con il nome alternativo di The Evil Men Do o con quello di Happiness or Power.
Non si conoscono copie ancora esistenti della pellicola che viene considerata presumibilmente perduta.